# Thomas Merke
Thomas Merke, mort en 1409, est un ecclésiastique anglais devenu évêque de Carlisle.

## Biographie
Ayant fait ses études à l'université d'Oxford, Merke devient moine bénédictin. Il est consacré évêque de Carlisle en 1397. Il sert comme ambassadeur de Richard II en Allemagne. Il renégocie auprès de Charles VI de France la dot d'Isabelle de Valois en 1398 et accompagne le roi lors de son expédition en Irlande à l’été 1399.
Merke s'oppose en septembre 1399 à l'abdication forcée de Richard et à l'avènement d'Henri IV. Il est emprisonné par Henri pour son soutien à un complot contre le roi en janvier 1400 et n'est libéré qu'en novembre de la même année. Il ne retrouve cependant pas son siège d'évêque. Il sert alors comme évêque par intérim dans le diocèse de Winchester.
Présent à Lucques en 1408, il s'oppose comme les autres prêtres anglais au pape Grégoire XII.
Il meurt en 1409.